# Hans Jaskulsky (Dirigent)
Hans-Rudolf Jaskulsky (* 8. November 1950 in Konstanz) ist ein deutscher Dirigent und Musikforscher.

## Werdegang
Jaskulsky studierte an der Hochschule für Musik und Darstellende Kunst Frankfurt am Main. Zu seinen Ausbildern gehörten Helmuth Rilling und Jiří Stárek, später dann auch Nikolaus Harnoncourt und Eric Ericson. Seit 1979 wirkte er als Universitätsmusikdirektor am Musischen Zentrum der Ruhr-Universität Bochum, aber auch als Dirigent der Bochumer Symphoniker.
Jaskulsky hat auch Musikgeschichte studiert und wurde mit einer Studie über die Messen von Franz Schubert promoviert.

## Ehrungen
- 2008: Honorarprofessor
- 2011–2018: Präsident der Bundesvereinigung Deutscher Chorverbände e. V.
- 2018: Verdienstkreuz am Bande des Verdienstordens der Bundesrepublik Deutschland